# Бертон, Стефания
Стефания Бертон (итал. Stefania Berton; род. 19 июля 1990, Азиаго) — итальянская фигуристка, выступавшая в одиночном и парном катании. Как одиночница была серебряным призёром чемпионата Италии (2007, 2008). В паре с Ондржеем Готареком становилась бронзовым призёром чемпионата Европы (2013), победительницей Гран-при Канады (2013) и четырёхкратной чемпионкой Италии (2011—2014).
По состоянию на февраль 2013 года Бертон и Готарек занимали пятое место в рейтинге Международного союза конькобежцев.

## Карьера
Начала заниматься фигурным катанием в 1994 году. С 2004 года выступала на международных соревнованиях среди юниорок. В одиночном катании Бертон дважды завоёвывала серебряные и один раз бронзовую медали чемпионата Италии, входила в десятку чемпионата мира среди юниоров, отбиралась в финал юниорского Гран-при, была медалисткой международных турниров — золото Crystal Skate of Romania, бронза Кубка Ниццы.
В 2009 году сменила дисциплину фигурного катания и перешла в пары. Её партнёром стал Ондржей Готарек, родившийся и начавший карьеру в Чехии, а позже катавшийся за Италию. Они совместно выступали на протяжении пяти сезонов. После участия в Олимпийских играх 2014 года Бертон завершила соревновательную карьеру.

## Программы
(Выступления с Ондржеем Готареком)
| Сезон     | Короткая программа                                                            | Произвольная программа                          | Показательный номер                             |
| --------- | ----------------------------------------------------------------------------- | ----------------------------------------------- | ----------------------------------------------- |
| 2013–2014 | - Музыка к фильму «Маска»                                                     | - Музыка к фильму «Дракула» Филип Гласс         | - «Nessun Dorma» Лучано Паваротти               |
| 2012–2013 | - «Paint It Black» The Rolling Stones                                         | - «Poeta en el viento» Висенте Амиго            | - Песня из фильма «Грязные танцы»               |
| 2011–2012 | - «Harlem Nocturne» Эрл Хаген, Дик Роджерс - «Demasiado Corazon» Вилли Девиль | - «Адажио Альбинони» Ремо Джадзотто             | - «Памяти Карузо» Лучо Далла, Лучано Паваротти  |
| 2010–2011 | - «Invierno Porteño» Астор Пьяццолла                                          | - Музыка к фильму «Ромео и Джульетта» Нино Рота | - «Unchained Melody» The Righteous Brothers     |
| 2009–2010 | - «Caos Calmo» Buonvino                                                       | - «Нотр-Дам де Пари» Рикардо Коччианте          | - Музыка к фильму «Ромео и Джульетта» Нино Рота |

(Выступления в одиночном катании)
| Сезон     | Короткая программа                                   | Произвольная программа                                       |
| --------- | ---------------------------------------------------- | ------------------------------------------------------------ |
| 2008–2009 | - Танго «Ревность» Якоб Гаде                         | - Музыка к телесериалу «Гордость и предубеждение» Карл Дэвис |
| 2007–2008 | - «Ça Ira» Роджер Уотерс                             | - «Les Retrouvailles» Янн Тьерсен                            |
| 2006–2007 | - «Прелюдия и Аллегро в стиле Пуньяни» Фриц Крейслер | - «Rain» Рюити Сакамото                                      |

## Результаты
(В парном катании с Ондржеем Готареком)
| Соревнования                 | 09/10         | 10/11         | 11/12         | 12/13         | 13/14         |
| Международные                | Международные | Международные | Международные | Международные | Международные |
| ---------------------------- | ------------- | ------------- | ------------- | ------------- | ------------- |
| Олимпиада — парное катание   |               |               |               |               | 11            |
| Олимпиада — командный турнир |               |               |               |               | 4             |
| Чемпионат мира               | 11            | 10            | 11            | 10            | 9             |
| Чемпионат Европы             |               | 5             | 4             | 3             | 4             |
| Гран-при США                 |               |               |               |               | 5             |
| Гран-при Канады              |               |               |               | 3             | 1             |
| Гран-при Франции             |               |               |               | 3             |               |
| Гран-при Японии              |               |               | 4             |               |               |
| Гран-при России              |               | 6             | 3             |               |               |
| Lombardia Trophy             |               |               |               |               | 1             |
| Мемориал Ондрея Непелы       |               |               | 2             | 2             |               |
| Международный кубок Ниццы    |               |               | 1             |               |               |
| Nebelhorn Trophy             |               | 2             |               |               |               |
| NRW Trophy                   | 2             | 1             |               | 2             |               |
| Icechallenge                 | 3             |               |               |               |               |
| Национальные                 |               |               |               |               |               |
| Чемпионат Италии             | 2             | 1             | 1             | 1             | 1             |

(В одиночном катании)
| Соревнования                | 04/05         | 05/06         | 06/07         | 07/08         | 08/09         |
| Международные               | Международные | Международные | Международные | Международные | Международные |
| --------------------------- | ------------- | ------------- | ------------- | ------------- | ------------- |
| Чемпионат Европы            |               |               |               | 13            | 16            |
| Crystal Skate of Romania    |               |               |               |               | 1             |
| Международный кубок Ниццы   |               |               |               |               | 3             |
| Международные среди юниоров |               |               |               |               |               |
| Чемпионат мира              |               |               | 10            | 13            |               |
| Финал Гран-при              |               |               | 6             |               |               |
| Гран-при Чехии              |               |               |               |               | 3             |
| Гран-при Болгарии           |               |               |               | 6             |               |
| Гран-при Великобритании     |               |               |               | 7             |               |
| Гран-при Норвегии           |               |               | 2             |               |               |
| Gardena Spring Trophy       |               | 5             |               |               |               |
| Гран-при Эстонии            |               | 9             |               |               |               |
| Гран-при Хорватии           |               | 12            |               |               |               |
| Гран-при Франции            | 12            |               | 3             |               | 4             |
| Гран-при Румынии            | 17            |               |               |               |               |
| Национальные                |               |               |               |               |               |
| Чемпионат Италии            |               |               | 2             | 2             | 3             |